# Markus Steuerwald
Markus Steuerwald (Wolfach, 7 marzo 1989) è un pallavolista tedesco.
Gioca nel ruolo di libero nel Friedrichshafen.

## Palmarès

### Club
- Campionato francese: 1

2015-16
- Supercoppa francese: 1

2013
- Coppa di Germania: 2

2016-17, 2017-18
- Supercoppa tedesca: 3

2016, 2017, 2018
- Coppa CEV: 1

2013-14

### Premi individuali
- 2007 - Campionato europeo pre-juniores: Miglior servizio
- 2012 - Giochi della XXX Olimpiade: Miglior libero